# Лазарос Пападопулос
Лазарос Пападопулос (Краснодар, 1. јун 1980) је бивши грчки кошаркаш. Играо је на позицији центра и био је дугогодишњи репрезентативац Грчке. Са два клуба има освојене две Евролиге.

## Каријера
Кошарку је почео да игра у Ираклису за који је наступао од 1996. до 2001. године. Након тога потписује за Панатинаикос за који игра две године. Са Панатинаикосом осваја Евролигу а следеће сезоне и дуплу круну у Грчкој. Добар део каријере проводи и у Москви играјући за Динамо, са којим је освојио УЛЕБ куп 2006. године. Вредно помена је и једногодишње играње за Реал Мадрид. Велики успех има и са Олимпијакосом са којим 2012. године долази до још једне титуле Евролиге. Играчку каријеру је завршио 2014. године у Шпанији.

## Репрезентација
Са јуниорском репрезентацијом Грчке осваја бронзану медаљу на првенству Европе 1998. године.
Дуги низ година је био и сениорски репрезентативац. Највећи успеси са репрезентацијом Грчке су били злато на Европском првенству 2005. године у Београду, као и сребро на Светском првенству следеће године у Јапану.

## Успеси

### Клупски
- Панатинаикос:
  - Евролига (1): 2001/02.
  - Првенство Грчке (1): 2002/03.
  - Куп Грчке (1): 2003.
- Динамо Москва:
  - УЛЕБ куп (1): 2005/06.
- Олимпијакос:
  - Евролига (1): 2011/12.
  - Куп Грчке (1): 2012.

### Репрезентативни
- Европско првенство:  2005.
- Светско првенство:  2006.

## Остало
Лазарос је рођен у Совјетском Савезу, у Краснодару. Отац му је Грк, а мајка Рускиња и због тога поседује и руско држављанство. 1990. године селе се у Солун. 2002. године се оженио и има две ћерке.